# زواج المثليين في تايوان
أصبح زواج المثليين في تايوان قانونيًا في 24 مايو 2019. مما جعل تايوان أول دولة في آسيا تقنّن زواج المثليين.
في 24 أيار/مايو 2017، حكمت المحكمة الدستورية أن من حق الشركاء المثليين الزواج بموجب الدستور، وأن لدى اليوان التشريعي سنتان لتعديل قوانين الزواج بما يتماشى مع الدستور. إذا لم يتم ذلك، سيتمكن الأزواج المثليون من تسجيل اتحاداتهم كزواج ويتم معاملتهم على هذا النحو بموجب القانون. ووفقاً «للتفسير القضائي لليوان رقم 748»، إذا لم يتم ذلك، فسيكون الأزواج المثليون قادرين على تسجيل اتحادهم كزواج وأن تعامل اتحاداتهم على هذا النحو بموجب القانون. في أعقاب حكم المحكمة الدستورية، توقف التقدم في تنفيذ القانون بسبب تقاعس الحكومة ومعارضة قوية من قبل المحافظين والمسيحيين. في نوفمبر 2018، صوت الناخبون التايوانيون ضد تغيير القانون المدني للسماح بزواج المثليين. غير أن الحكومة أكدت أن الحكم سيصبح نافذاً بغض النظر عن نتائج الاستفتاء، وذلك بوضع قانون منفصل لتشريع زواج المثليين بدلاً من تعديل القانون المدني. في 20 فبراير 2019، تم إصدار مشروع قانون بعنوان «قانون تنفيذ تفسير اليوان القضائي رقم 748»، والذي صدر في اليوم السابق. سيمنح مشروع القانون للأزواج المثليين جميع الحقوق المتاحة تقريبا للأزواج المغايرين بموجب القانون المدني، ولكنها ستسمح فقط للأزواج المثليين بتبني الأطفال البيولوجيين لبعضهم البعض. وافقت الحكومة (اليوان التنفيذي) عليه في اليوم التالي وأرسلته إلى البرلمان التايواني (اليوان التشريعي) للمراجعة السريعة إرساله إلى المجلس التشريعى للمراجعة المسار السريع. تم تمرير مشروع القانون في 17 مايو، ووقعت عليه الرئيسة في 22 مايو، ودخل حيز التنفيذ في 24 مايو 2019 (آخر يوم ممكن بموجب حكم المحكمة).

## تسجيل الشركاء المثليين في البلديات والمقاطعات
منذ 3 يوليو 2017، يمكن للشركاء المثليين بشكل قانوني تسجيل شراكاتهم (بالصينية: 同性伴侶註記) في 18 مدينة ومقاطعة في تايوان تمثل 94% من سكان البلاد. ومع ذلك، فإن الحقوق الممنوحة في هذه الشراكات محدودة للغاية؛ إذ هناك ما يصل إلى 498 حقوقا حصرية تتعلق بالزواج تشمل حقوق الملكية، والرعاية الاجتماعية والرعاية الطبية.
يوم 20 مايو 2015، أعلنت بلدية كاوهسيونغ الخاصة عن خطة للسماح للشركاء المثليين بالاحتفال بشراكاتهم في وثائق مدنية لأغراض مرجعية، على الرغم من أنها لن تكون قابلة للتطبيق لقطاع الرعاية الصحية. وانتقدت منظمة «تايوان إل جي بي تي رايتس أدفوكسي»، وهي منظمة غير حكومية، الخطة على أنها مجرد تدبير «يسخر» من مجتمع المثليين دون أن يكون له أي تأثير جوهري.
في يونيو 2015، أصبحت تايبيه ثاني بلدية خاصة في تايوان تفتح باب التسجيل للشركاء المثليين.
في يوليو 2015، أعلنت تاي شانغ أنها ستنضم إلى تايبيه وكاوهسيونغ في الاعتراف بالشراكات المثلية. ما جعل تايتشونغ البلدية الخاصة الثالثة للقيام بذلك. بدأ الشركاء المثليون بتسجيل شراكاتهم في 1 أكتوبر 2015.
في أكتوبر 2015، تم تضمين الأزواج المثليين في مراسم الزفاف الجماعية في مدينة تاويون على الرغم من أن زواج المثليين غير قانوني في تايوان. كانت هذه هي المرة الأولى التي يتمكن فيها الأزواج المثليون من المشاركة في هذا الحدث مرتين في السنة. حذت تايبيه حذوها بعد يوم واحد. في 28 أكتوبر 2015، أعلنت حكومة مدينة تاي شانغ أنه سيتم السماح للأزواج المثلية بالمشاركة في حفل الزفاف الجماعي العام المقبل.
في كانون الأول/ديسمبر 2015، أعلنت حكومتا مدينة تايبيه وكاوهسيونغ عن اتفاق لتبادل سجلات الشراكات المثلية مع بعضها البعض اعتبارًا من 1 يناير 2016، مما يسمح بالاعتراف بالشراكات المسجلة بين البلديتين الخاصتين. كانت هذه هي المرة الأولى التي يتم فيها الاعتراف بالشراكات المثليين خارج حدود البلدية الواحدة.
احتج النشطاء في 18 ديسمبر 2015 داخل مجلس مدينة تاينان للضغط من أجل تسجيل مماثل في تاينان. في 27 يناير 2016، أعلن رئيس البلدية ويليام لاي أنه سيتم السماح للشركاء المثليين بتسجيل شراكاتهم رسميا في تاينان. تمكن الشركاء المثليون من البدء بالتسجيل في 1 فبراير 2016.
في 27 يناير 2016، أعلنت تايبيه الجديدة أنها ستفتح باب التسجيل للشركاء المثليين. وبدأ التسجيل في 1 فبراير 2016.
في 23 فبراير 2016، أعلن توو شينغ-جير وهو رئيس بلدية شيا يي أن المدينة ستفتح باب التسجيل للشركاء المثليين، اعتبارًا من 1 مارس 2016. أصبحت مدينة شيا يي أول مدينة من المدن الإقليمية الثلاث في تايوان تعترف بالشركاء المثليين. ولكن، كان هناك قيود أكثر تتمثل في أنه يجب أن يكون كلا الشريكين من سكان المدينة وبأنهم لن يتمكنوا من إدراج علاقاتهم في شهاداتهم المنزلية.
في 28 يناير 2016، أعلن رئيس بلدية تاويون أن بلديته الخاصة مفتوحة أمام إمكانية التسجيل. في 7 مارس/آذار 2016، قال تانغ هوي-تشان، مدير إدارة الشؤون المدنية في حكومة مدينة تاويوان، إنه استناداً إلى المساواة بين الجنسين وحقوق الإنسان الأساسية واحترام العلاقات المثلية، قررت الحكومة السماح للشركاء المثليين بالتسجيل كشركاء لحماية حقوقهم. بدأ التسجيل في 14 مارس 2016، مما جعل تاويوان سادس وكذلك آخر بلدية خاصة في تايوان تعترف رسميا بالشركاء المثليين.
في 18 آذار/مارس 2016، أعلنت إدارة الشؤون المدنية في حكومة مقاطعة تشانغوا أنه بناء على الاحترام والتسامح تجاه الشركاء المثليين، قررت مقاطعة تشانغوا فتح باب التسجيل للشركاء المثليين. يجب أن يكون عمر الشركاء الذين يرغبون في التسجيل 20 سنة على الأقل، ويجب أن يكون أحد الشركاء من المحافظة. سجل أول شريكين مثليين في يوم دخل التسجيل حيز التنفيذ في 1 أبريل 2016.
منذ 1 أبريل 2016، يمكن للشركاء المثليين الذين يعيشون في مقاطعة هسينشو الذهاب إلى أي مكتب حكومي لتسجيل علاقتهم. أصبحت مقاطعة هسينشو مع مقاطعة تشانغوا في نفس اليوم أول اثنين من المقاطعات ال13 في تايوان التي تقوم بتسجيل الشركاء المثليين رسميا.
في 19 أيار/مايو 2016، قررت حكومة مقاطعة ييلان السماح للشركاء المثليين بالتسجيل في أي من مكاتب التسجيل الأسرية الإثني عشر في المقاطعة، مما يجعل مقاطعة ييلان المقاطعة الثالثة للقيام بذلك. بدأ التسجيل في اليوم التالي، في 20 مايو 2016.
في 20 أكتوبر/تشرين الأول 2016، قبل خمسة أيام من عرض مشروع قانون زواج المثليين الجنس في اليوان التشريعي، فتحت حكومة مقاطعة شياي التسجيل للشركاء المثليين في المقاطعة، مشيرة إلى احترام التنوع والمساواة.
في 26 مايو 2017، أرسلت وزارة الداخلية رسائل إلى جميع الحكومات المحلية التي لم تفتح بعد التسجيل للشركاء المثليين، وطلبت منهم القيام بذلك. في 6 يونيو، امتثلت كل من مدينة سين شو، جزر ماتسو، مقاطعة كنمن، مقاطعة مياولي، مقاطعة نانتو ومقاطعة بينغتونغ، وبدأت بتقديم خدمات تسجيل الأسر لإقامة شراكات مثلية. بحلول 2 يوليو، اعتمدت مدينة كيلونغ أيضًا هذا الإجراء، وبدأت المناطق التي تعترف بتسجيل الشراكات المثلية تقبل طلبات من مناطق أخرى في 3 يوليو. وبحلول 4 يوليو/تموز، كان ثلاثة من الشركاء المثليين مسجلين في كيلونغ.
لم تقم كل من مقاطعة هوالين، ومقاطعة بسكادورز، ومقاطعة تايتونغ، ومقاطعة حتى الآن بفتح باب التسجيل للشركاء المثليين.
في سبتمبر 2017، احتج النشطاء في مقاطعة هوالين ومقاطعة تايتونغ من اجل افتتاح خدمات التسجيل للشركاء المثليين.

### ملخص الولايات القضائية
هذه قائمة الولايات القضائية التي فتحت التسجيل للشركاء المثليين:
| الاسم          | التقسيم الإدراي | عدد السكان                      | تاريخ دخول التسجيل حيز التنفيذ |
| -------------- | --------------- | ------------------------------- | ------------------------------ |
| كاوهسيونغ      | بلدية خاصة      | 2,778,729                       | 20 مايو 2015                   |
| تايبيه         | بلدية خاصة      | 2,704,974                       | 17 يونيو 2015                  |
| تاي شانغ       | بلدية خاصة      | 2,746,112                       | 1 أكتوبر 2015                  |
| تاينان         | بلدية خاصة      | 1,885,550                       | 1 فبراير 2016                  |
| تايبيه الجديدة | بلدية خاصة      | 3,971,250                       | 1 فبراير 2016                  |
| شيا يي         | مدينة إقليمية   | 270,273                         | 1 مارس 2016                    |
| تاويون         | بلدية خاصة      | 2,108,786                       | 14 مارس 2016                   |
| مقاطعة تشانغوا | مقاطعة          | 1,289,295                       | 1 أبريل 2016                   |
| مقاطعة سين شو  | مقاطعة          | 542,513                         | 1 أبريل 2016                   |
| مقاطعة ييلان   | مقاطعة          | 458,037                         | 20 مايو 2016                   |
| مقاطعة شياي    | مقاطعة          | 519,482                         | 20 أكتوبر 2016                 |
| مقاطعة نانتو   | مقاطعة          | 514,315                         | 26 يونيو 2017                  |
| مقاطعة بنغتونغ | مقاطعة          | 839,001                         | 29 يونيو 2017                  |
| سين شو         | مدينة إقليمية   | 434,674                         | 3 يوليو 2017                   |
| مدينة كيلونغ   | مدينة إقليمية   | 371,878                         | 3 يوليو 2017                   |
| مقاطعة كنمن    | مقاطعة          | 127,723                         | 3 يوليو 2017                   |
| جزر ماتسو      | مقاطعة          | 12,506                          | 3 يوليو 2017                   |
| مقاطعة مياولي  | مقاطعة          | 567,132                         | 3 يوليو 2017                   |
| العدد الإجمالي | —               | 22,142,230 (94% من سكان تايوان) | —                              |

### إحصائيات
في أبريل 2016، قام أكثر من 500 من الشركاء المثليين بتسجيل شراكاتهم في البلاد.
بحلول نهاية يوليو 2016، قام 118 من الشركاء بالتسجيل في تاويون. من بين هؤلاء، كان 93 من الشريكات المثليات من الإناث و25 من الشركاء المثليين من الذكور.
قام 272 من الشركاء المثليين بتسجيل شراكاتهم في تايبيه بحلول نهاية نوفمبر 2016. وفقًا لفيكتوريا هسو، رئيسة تحالف تايوان لتعزيز حقوق الشراكات المدنية، تم تسجيل ما يقرب من 2,000 من الشركاء المثليين في جميع أنحاء البلاد حتى كانون الأول 2016.
ووفقاً للإحصاءات التي نشرتها وزارة الداخلية، فإن ما يقرب من 2,150 من الشركاء المثليين قد سجلوا شراكاتهم بحلول مايو 2017. وكانت الشراكات بين المثليات من النساء: 1,703 أكثر من عدد الشركات بين المثليين من الرجال: 439. وبحلول ديسمبر 2018، ارتفع هذا العدد إلى 3,951 من الشركاء المثليين والمثليات.

## زواج المثليين

القوانين المتعلقة بالمثلية الجنسية في آسيا
المثلية الجنسية قانونية
زواج المثليين
توفر شكل آخر من أشكال الاعتراف القانوني
مساكنة غير مسجلة
الاعتراف بزواج المثليين المنعقد في الخارج فقط، دون الاعتراف بعقده في الداخل
لا اعتراف
قيود على حرية التعبير
المثلية الجنسية غير قانونية
قانون لايتم تطبيقه، أو قانون غير واضح
عقوبة سجنية
السجن المؤبد
عقوبة الإعدام

### التاريخ
في عام 2003، اقترح اليوان التنفيذي قانونا يمنح الزواج للشركاء المثليين بموجب القانون الأساسي لحقوق الإنسان، ولكن تم رفض مشروع القانون ولم يتم تمريره إلى قانون بسبب معارضة المشرعين في عام 2006.
قال الرئيس ما يينغ جيو، رئيس حزب الكومينتانغ الحاكم، في وقت سابق إنه يحترم حقوق المثليين، لكنه قال إن الدعم الشعبي ضروري قبل أن توافق الحكومة على قانون زواج المثليين.
في أغسطس 2012، شاركت امرأتان في ما وصفته وسائل الإعلام بأول مراسم زواج المثليين في تايوان.
كلفت إدارة الشؤون القانونية بوزارة العدل بإجراء دراسة حول الاعتراف القانوني بالاتحادات المثلية في كندا وألمانيا وفرنسا في عام 2012، ولكن بعد ضغط من النقاد، كلفت الإدارة بإجراء دراسة إضافية لعام 2013 بشأن حالة الاعتراف القانوني بالعلاقات المثلية في دول آسيا للمقارنة.
وقد أعرب سو تسنغ تشانغ، رئيس الحزب التقدمي الديموقراطي، عن دعمه لزواج المثليين. على الرغم من وجود بعض الانقسامات داخل الحزب حول هذه القضية، أعلنت مرشحة الحزب الديمقراطي التقدمي الفائزة في انتخابات يناير 2016، تساي إنغ-ون، عن دعمها لزواج المثليين في نوفمبر 2015.

### قرارات قضائية (2012)

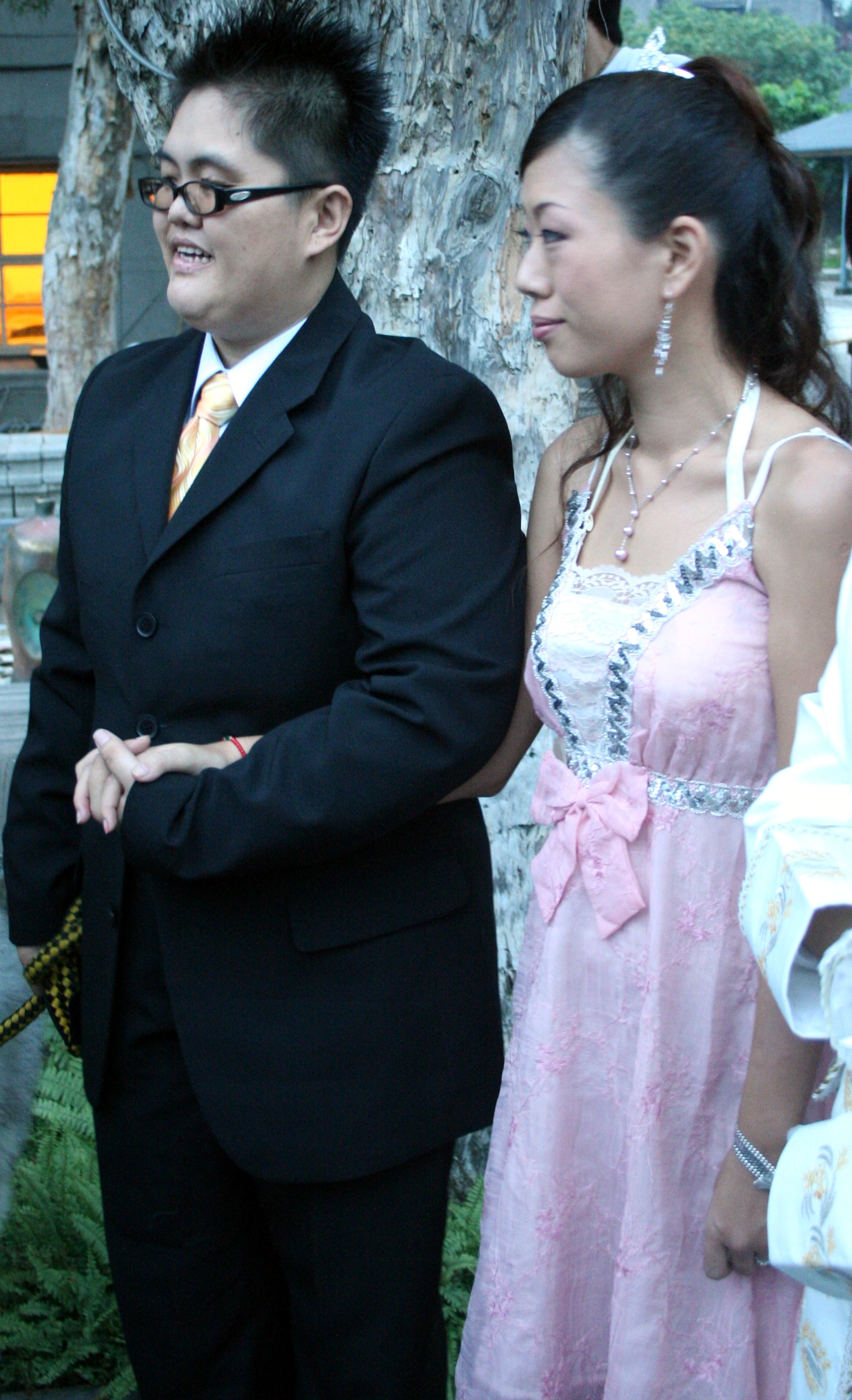
واحد من أربعة أزواج مثلية تم تزويجهم حديثا في حفل زواج علني رمزي في فخر تايوان في عام 2006

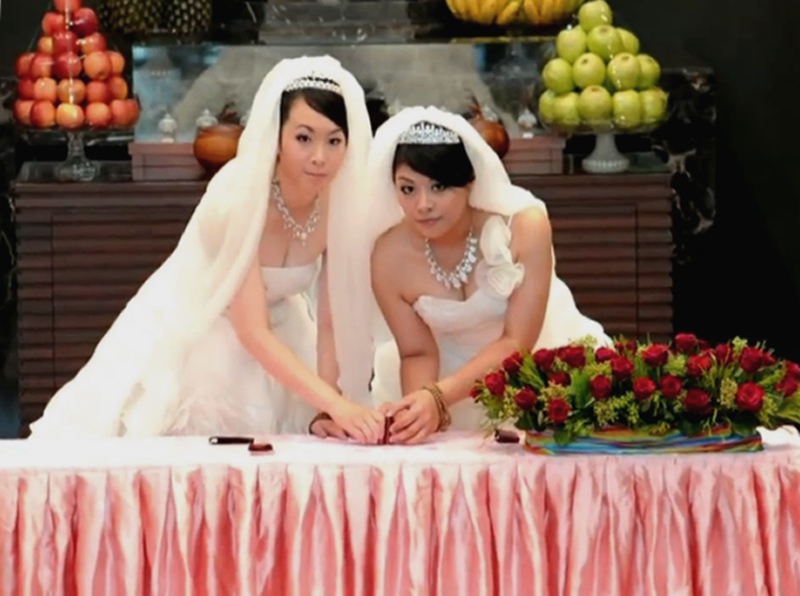
زواج مثلي بوذي رمزي في عام 2012

في مارس 2012، تقدم شريكان مثليان، وهما تشينغ-هسويه تشن (نيلسون) (بالصينية: 陳敬學) وتشيه-وي كاو (جونسون) (بالصينية: 高治瑋)، إلى المحكمة الإدارية العليا في تايبيه ليتم الاعتراف بزواجهما. عُقدت الجلسة الأولى في 10 أبريل/نيسان 2012. وقد رافق الزوجان أمهاتهما وتلقيا المباراكات الشخصية من القضاة على حبهما، على الرغم من أن القضاة قالوا إنه لن يكون هناك أي تداعيات في حكمهم النهائي. كان من المقرر عقد الجلسة التالية بعد شهر من ذلك، 
وكان من المقرر أن تصدر المحكمة قرارًا في 20 ديسمبر. وبدلاً من ذلك، تراجعت المحكمة عن حكمها، واختارت إرسال القضية إلى مجلس كبار القضاة في اليوان القضائي لتفسير دستوري. ثم تم سحب القضية طواعية من قبل الشريكين بسبب تردد السلطة القضائية في أخذ القضية.

### اليوان التشريعي الثامن (2012-16)
في 25 تشرين الأول/أكتوبر 2013، قدم 23 مشرّعًا من الحزب الديمقراطي التقدمي في المجلس التشريعي مشروع قانون بطلب عريضة لإعادة النظر في القانون المدني للسماح للشركاء المثليين بالزواج. وقد أحيلت على الفور إلى اللجنة القضائية في اليوان التشريعي للمراجعة والقراءة الأولى الممكنة.
وفي 22 كانون الأول/ديسمبر 2014، كان التعديل المقترح إدخاله على القانون المدني والذي كان من شأنه تشريع زواج المثليين من المقرر أن يخضع للمراجعة من جانب اللجنة القضائية. وإذا اجتاز التعديل مرحلة اللجنة، فكان سيصوت عليه في الجلسة العامة لليوان التشريعي في عام 2015. وكان التعديل، الذي أطلق عليه «تعديل المساواة في الزواج»، قد أدخل ألفاظا محايدة جنسانيا في القانون المدني لتحل محل تلك التي تنطوي على زواج المغايرين من أجل تقنين زواج المثليين بشكل فعال. كان من شأنه أيضا أن يسمح بتبني المثليين للأطفال. أعرب يو مي-نو، عن الحزب الديمقراطي التقدمي، عن تأييده للتعديل كما فعل أكثر من 20 من المشرعين الآخرين في الحزب الديمقراطي التقدمي بالإضافة إلى اثنين من اتحاد تضامن تايوان، وواحد من كل من حزب الكومينتانغ وحزب الشعب الأول. وكانت تايوان بذلك إذا تم تعديل القانون المدني ستصبح أول دولة في آسيا تقوم بتشريع زواج المثليين.
في 28 يونيو 2015، صرح مسؤول كبير بوزارة العدل بأن زواج المثليين سيظل غير قانوني في تايوان «حتى الآن». وقال نائب وزير العدل تشن مينغ تانغ «... في تايوان، تظل مسألة تشريع زواج المثليين مثيرة للجدل للغاية ... لذا لا ينبغي لنا أن نعتبرها الآن». وأضاف أنه في حين تعارض وزارة العدل التدابير التي من شأنها تشريع زواج المثليين، فإنها ستدعم نهجًا أكثر تدرجًا، بما في ذلك توفير حماية أفضل للشركاء المثليين بموجب القوانين الحالية، مثل حقوقهم في العلاج الطبي والضرائب المتساوية.
أسفرت الانتخابات العامة التايوانية في يناير 2016 عن وجود أغلبية برلمانية للحزب الديموقراطي التقدمي، الذي تؤيد أغلبيّة مشرّعيه في اليوان التشريعي تقنين زواج المثليين.

### اليوان التشريعي التاسع (2016 إلى الوقت الحاضر)
في 23 فبراير 2016، رفضت لجنة مراجعة الاستفتاء اقتراحًا قدمته رابطة الإيمان والأمل على أساس أنه فشل في تلبية المتطلبات. وكان من شأن المقترح أن يعدل القانون المدني بأن العلاقات بين الزوج والزوجة، وقرابة الأقارب ومبادئ العلاقات الإنسانية لا يمكن تعديلها، ما لم يوافق الشعب في استفتاء. لو تمت الموافقة عليه، كان تشريع زواج المثليين سيكون ممكنا فقط من خلال الاستفتاء. صوتت اللجنة ضد الاقتراح في تصويت صوت فقط لصالح مقابل 10 أصوات ضد (1-10). قال رئيس اللجنة، وانغ كاو-تشنغ، إنه تم رفضه لسببين: الأول، أن المقترح لم يكن قانونًا، أو مبدأ تشريعيًا، أو سياسة مهمة، أو تعديلًا دستوريًا، وبالتالي لا يفي بمتطلبات قانون الاستفتاء؛ والثاني، كان الاقتراح حول مراجعة عدة أحكام من القانون المدني، والتي لا تفي بمتطلبات القانون بأن يكون الاستفتاء حول قضية واحدة.
في يوليو 2016، أعلن بعض المشرعين التايوانيين أنهم سيقدمون مشروع قانون زواج المثليين في البرلمان بحلول نهاية عام 2016. في 25 أكتوبر 2016، أعلن ما لا يقل عن عشرة مشرعين أنهم قد قدموا تعديلًا جديدًا للقانون المدني من شأنه تشريع زواج المثليين في تايوان. تم تقديم التعديل المقترح من قبل المشرعين الديمقراطيين التابعين للحزب التقدمي الديمقراطي (والذي يتمتع حزبهم بأغلبية في المجلس التشريعي) على الرغم من دعمه من قبل مشرع واحد من حزب الكومنتانغ والذي ينقسم حول قضية زواج المثليين. كما تم الإعلان عن تعديل منفصل يشرع زواج المثليين من قبل حزب ثالث وهو حزب السلطة الجديد. عبّر راعي مشروع القانون، يو مي-نو من الحزب الديمقراطي التقدمي، عن تفاؤله بأن القانون يمكن تقديمه في وقت مبكر من العام المقبل وأن زواج المثليين قد يكون قانونياً في البلاد بحلول نهاية عام 2017. في 29 تشرين الأول/أكتوبر، أعادت الرئيسة تساي إنغ-ون تأكيد دعمها لزواج المثليين. في 31 أكتوبر 2016، ذكرت الأمينة العامة لليوان التنفيذي (السلطة التنفيذية للحكومة)، تشن مي لينغ، أن السلطة التنفيذية تدعم زواج المثليين وأن رئيس الوزراء لين تشوان حث وزارة العدل على اتخاذ إجراء بشأن هذه القضية. مرّ مشروعان لتعديل القانون المدني لتايوان يشرعان زواج زواج المثليبن وتبني المثليين للأطفال، في قراءتهما الأولى في اليوان التشريعي في 8 نوفمبر 2016. وأحيل كلا مشروعي القانون على الفور إلى اللجنة القضائية ولجنة القوانين واللوائح الأساسية للمناقشة.
ناقشت اللجنة المقترحات في 17 نوفمبر 2016 وانقسمت بشكل حاد. وطالب ممثلو حزب الكومينتانغ وممثلو «حزب الشعب أولا» بعقد سلسلة من جلسات الاستماع على مستوى البلاد على مدار عدد من الأشهر حول هذه القضية، بينما أراد المشرعون في النيابة العامة مراجعة مشاريع القوانين والشروع فيها على الفور. بعد عدد من المشاجرات الجسدية بين النواب، وافقت اللجنة في النهاية على عقد جلستين علنيتين حول القضية على مدار الأسبوعين التاليين. جلسة واحدة يرأسها ممثل لحزب الكومينتانغ وجلسة أخرى برئاسة ممثل للحزب التقدمي الديمقراطي. واحتج عدة آلاف من المعارضين ومؤيدي زواج المثليين خارج البرلمان في شوارع تايبيه بينما كانت اللجنة تجتمع في ذلك.
في أوائل ديسمبر كانون الأول عام 2016، تظاهر «عشرات الآلاف» من معارضي زواج المثليين في مدن تايبيه، تاي شانغ وكاوهسيونغ. بعد أقل من أسبوع، تجمع ما يقرب من 250,000 من أنصار زواج المثليين أمام مكتب الرئاسة في تايبيه، مطالبين الحكومة بتشريع زواج المثليين على الفور.
وفي 26 كانون الأول/ديسمبر 2016، قامت اللجنة التشريعية بمناقشة وأقراى مشاريع زواج المثليين. ويجب عليهم الآن تمرير القراءات الثانية والثالثة لمشروع القانون قبل أن يصبح قانونا.
في أكتوبر عام 2017، قال رئيس الوزراء التايواني وليام لاي إن الحكومة «لن تتخلى عن جهودها لتقديم اقتراح قبل نهاية العام لتشريع زواج المثليين».

### حكم المحكمة الدستورية (2017)

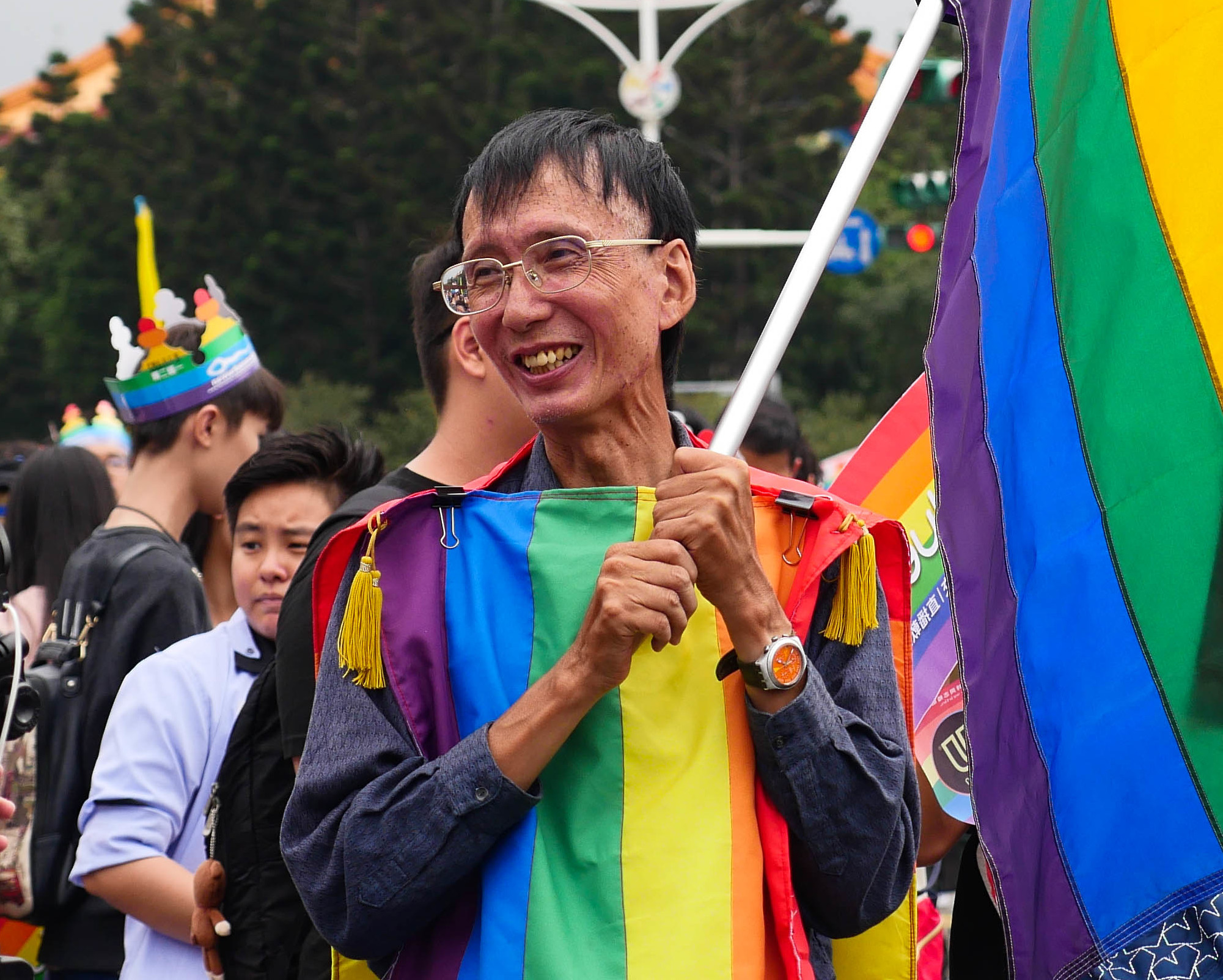
في أعقاب حكم المحكمة الدستورية ، قال الناشط في حقوق المثليين، تشي تشيا-"وي، إنه كان «يقفز بفرح مثل طائر»

في مارس 2017، استمعت اللجنة الكاملة للمحكمة الدستورية إلى قضية رفعها الناشط في مجال حقوق المثليين تشي تشيا-وي (التي رفضت محاولته تسجيل زواج مع شريكه في عام 2013) وإلى وزارة الشؤون المدنية التابعة لحكومة مدينة تايبيه. كانت مدينة تايبيه، وهي بلدية خاصة، قد أحالت من قبل مسألة دستورية القانون إلى المحكمة للنظر في ذلك في يوليو 2015. وطلب كلاهما تفسيرًا دستوريًا لهذه القضية وطلبا من المحكمة أن تركز على ما إذا كان القانون المدني لتايوان يجب أن يسمح بزواج المثليين وإذا لم يكن، فهل ينتهك المواد الواردة في دستور جمهورية الصين التي تتعلق بالمساواة وحرية الزواج.
أصدرت المحكمة حكمها في 24 مايو 2017، حيث وجدت أن الحظر القانوني على زواج المثليين في القانون المدني التايواني «انتهاك لحرية الزواج على حد سواء كما تحميها المادة 22 وحق الشعب في المساواة كما تضمنه المادة 7 من الدستور». طلبت المحكمة أن يقوم اليوان التشريعي بتعديل القوانين القائمة أو إنشاء قوانين جديدة من أجل الامتثال لقرار المحكمة، وأعطته عامين من تاريخ الحكم للقيام بذلك. وجاء في البيان الصحفي الرسمي المرفق من المحكمة أنه إذا أخفقت الهيئة التشريعية في تعديل القانون خلال الإطار الزمني المحدد بسنتين، عندئذ «يحق لشخصين مثليين ... طلب تسجيل زواج [و] يحق لهما الحالة القانونية كزوجين معترف بهما قانونا، ومن ثم التمتع بالحقوق وتحمل الالتزامات المتحتمة على الأزواج»
وكنتيجة لهذا الحكم، يمكن لليوان التشريعي ببساطة تعديل قوانين الزواج الحالية لتشمل الأزواج المثليين، وبالتالي منحهم نفس الحقوق التي يتمتع بها المتزوجين المغايرون، أو يمكن أن يشرعوا قانونًا جديدًا يعترف بزواج المثليين أو الشراكات المدنية ولكن إعطاء هؤلاء الأزواج بعض الحقوق المنسوبة للزواج.

#### الردود على الحكم (2017-18)
ردا على هذا الحكم، قال المتحدث باسم مجلس الوزراء هسو كو-يونغ أن اليوان التنفيذي سيعد مشروع قانون لينظر فيه اليوان التشريعي لتنقيح القوانين، على الرغم من أنه لم يقرر بعد ما إذا كان تعديل القانون المدني سيشمل الأزواج المثليين في تعريف الزواج أو إنشاء قانون منفصل ومتميز يتناول على وجه التحديد زواج المثليين. وعلاوة على ذلك، رد الأمين العام لمكتب الرئاسة «جوزيف وو» بالإيجاب على الحكم وقال إنه ملزم لجميع المواطنين التايوانيين في جميع مستويات الحكومة.
وبحلول يونيو 2017، طلبت السلطة التنفيذية من الهيئات الحكومية تخفيف القيود المفروضة على الأزواج المثليين، لإعطائهم الحق في الحقوق الممنوحة للزوجين، مثل التوقيع على استمارات الموافقة الطبية، وطلب إجازة رعاية الأسرة وزيارة الشركاء المسجونين. صرحت الأمينة العامة للسلطة التنفيذية، تشن مي لينغ، بأن مجلس الوزراء لم يقرر كيفية تشريع زواج المثليين - إما عن طريق تعديل القانون المدني، أو من خلال إنشاء قسم خاص في القانون المدني، أو من خلال إنشاء قانون خاص. ومنذ ذلك الحين، أخرت الحكومة النظر في تشريع زواج المثليين في الهيئة التشريعية، مما أدى إلى تأخير تنفيذ حكم المحكمة.
استجابةً للحكم، تقدم 22 من أعضاء مجلس مقاطعة يونلين (الذي يضم 43 عضوًا) بطلب لإقالة هسو تسونغ لي، رئيس اليوان القضائي، والقضاة الآخرين الذين حكموا لصالح زواج المثليين. ادعى نائب رئيس مجلس النواب، الذي وقع على الاقتراح، أن «زواج المثليين سيكون له تأثير كبير على المجتمع والنظام الاجتماعي» وأن هذا الحكم قد تسبب في «خيبة أمل وقلق».
في ديسمبر 2017، قضت محكمة تايبيه الإدارية بأن الأزواج المثليين لا يمكنهم الزواج حتى يتم تعديل القانون المدني أو حتى 24 مايو 2019، عندما يدخل قرار المحكمة الدستورية حيز التنفيذ.
في يناير 2018، تقدم معارضو زواج المثليين باستئناف لدى المحكمة الإدارية العليا، سعياً لإلغاء قرار مايو 2017. رفضت المحكمة الاستئناف. وقدموا استئنافًا ثانيًا في فبراير.

##### استفتاءات نوفمبر 2018

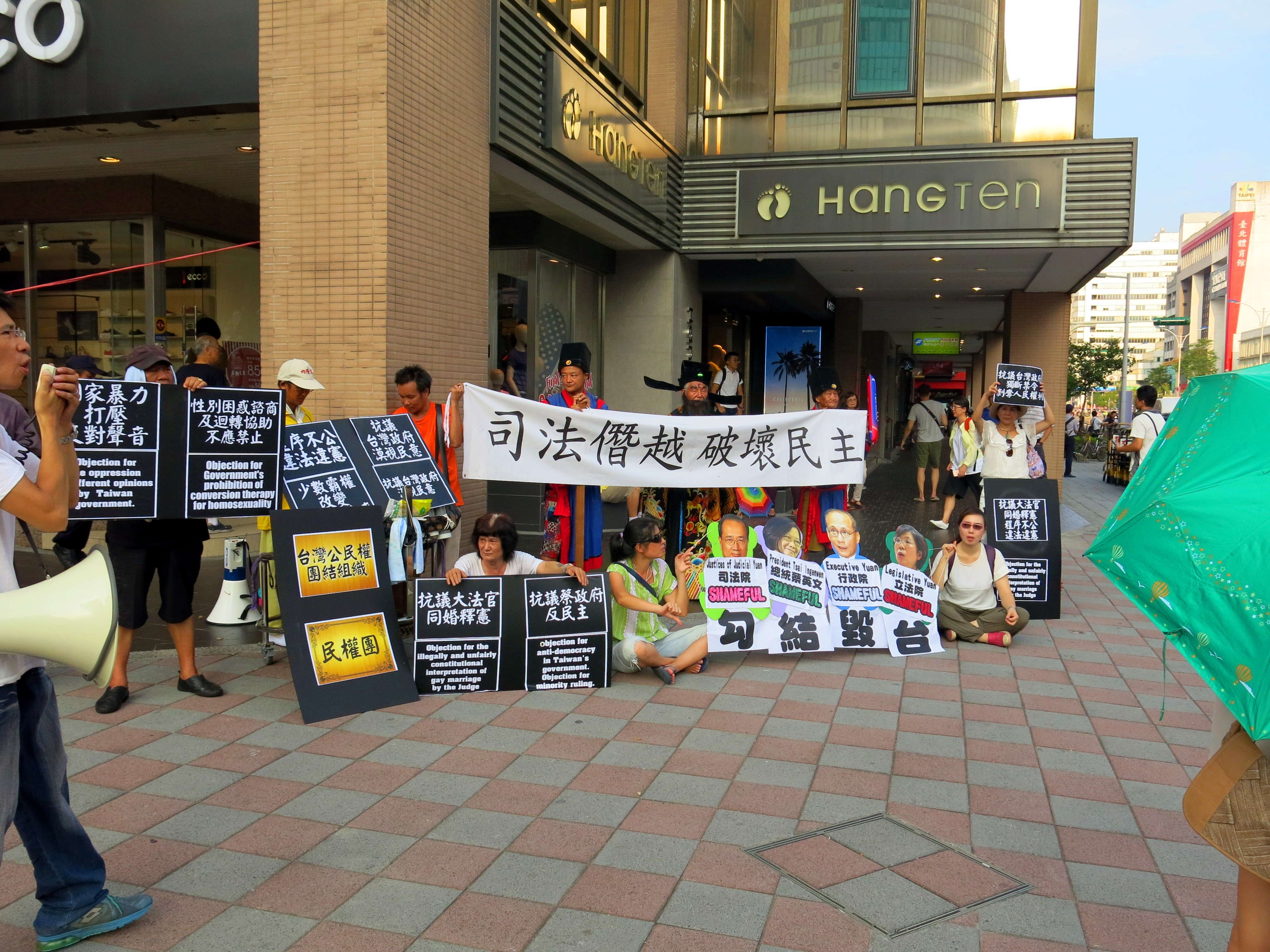
معارضون زواج المثليين في حملة في تايبيه في عام 2017

في شباط/فبراير 2018، اقترحت مجموعة معارضة لزواج المثليين، وهي «تحالف السعادة للجيل القادم»، إجراء استفتاء حول مسألة زواج المثليين، الأمر الذي يتطلب جمع حوالي 280,000 توقيع (1.5% من الناخبين المؤهلين) لمبادرة يتم تقديمها للناخبين. أولاً، كان على المجموعة جمع 1,879 توقيع صالح. وهذا من شأنه تمكينهم من المضي قدما في جمع 280,000 التوقيعات. وبحلول أبريل/ نيسان 2018، جمعت المجموعة 3,100 توقيعاً، وأقرت اللجنة المركزية للانتخابات التوقيعات في وقت لاحق من ذلك الشهر.
أرادت المجموعة تقديم الأسئلة الثلاثة التالية للناخبين التايوانيين:
- «هل توافق على استخدام وسائل أخرى غير لوائح الزواج في القانون المدني لحماية حقوق شخصين مثليين لبناء حياة دائمة معا؟»
- «هل توافق على أن لوائح الزواج في القانون المدني يجب أن تحدد الزواج بين رجل وامرأة؟»
- "هل توافق على أنه خلال مرحلة التعليم الابتدائي والإعدادي، لا ينبغي لوزارة التعليم والمدارس على جميع المستويات أن تدرس التعليم والتدريس عن المثلية الجنسية كما هو منصوص عليه في قواعد تنفيذ "قانون المساواة بين الجنسين في التعليم؟"

غير أنه من غير الواضح حتى الآن إذا كان لمبادرة الاستفتاء أي أثر قانوني، لأنها تذكر فقط القانون المدني التايواني وليس الدستور التايواني، الذي يعترف بحق الأزواج المثليين في الزواج. وصف الناشط في حقوق المثليين تشي تشيا-وي اقتراح الاستفتاء بأنه «انتهاك واضح للدستور».
في أواخر أغسطس 2018، أعلنت مجموعة «تحالف السعادة للجيل القادم» أنها جمعت 678,000 توقيع، والتي تم فحصها بعد ذلك والموافقة عليها من قبل لجنة الانتخابات المركزية. في سبتمبر، أعلنت مجموعة مؤيدة لزواج المثليين أنها جمعت أكثر من 600,000 توقيع لتقديم أسئلتهم الخاصة إلى استفتاء، وهي ما يلي:
- «هل توافق على أن قوانين الزواج المدني يجب أن تستخدم لضمان حقوق الأزواج المثليين للزواج؟»
- «هل توافق على أن تعليم المساواة بين الجنسين كما هو محدد في» قانون المساواة بين الجنسين في التعليم«ينبغي أن يدرس في جميع مراحل المناهج الدراسية الوطنية، وأن مثل هذا التعليم يجب أن يشمل دورات في التعليم العاطفي، والتربية الجنسية، والتعليم حول المثليين والمثليات جنسيا؟»

تمت الموافقة على مقترحات الاستفتاء من قبل لجنة الانتخابات المركزية، وتم إجراء تصويت عام في 24 نوفمبر 2018. في 24 نوفمبر، وافق الناخبون التايوانيون على المبادرات الثلاث التي أطلقها التحالف من أجل سعادة للجيل القادم ورفضوا مبادرتي المؤيدين لحقوق المثليين، من خلال فوارق واسعة. وقبل أسبوع من التصويت، أعلنت الحكومة أن حكم المحكمة الدستورية سيظل حيز التتفيذ في مايو 2019، بغض النظر عن نتائج الاستفتاء. في 25 نوفمبر 2018، صرحت المتحدثة باسم اليوان التنفيذي، كولاس يوتاكا، بأن مشروع قانون خاص لتنظيم زواج المثليين سيقدم إلى اليوان التشريعي في غضون ثلاثة أشهر. في 29 نوفمبر، صرح الأمين العام لليوان القضائي أن نتائج الاستفتاء لا يمكن أن تلغي حكم عام 2017 أو أن تتجاوزه. في اليوم التالي، أكد رئيس الوزراء أن الحكومة ستقوم بإعداد قانون خاص حول هذه المسألة. في 5 ديسمبر، قال وزير العدل تساي تشيتنغ-هسيانغ أنه سيتم تقديم مشروع قانون قبل 1 مارس 2019.

##### قانون تنفيذ تفسير اليوان القضائي رقم 748
في 20 فبراير 2019، أصدر اليوان التنفيذي مشروع قانون ، بعنوان قانون تنفيذ تفسير اليوان القضائي رقم 748 (بالصينية: 司法院釋字第748號解釋施行法)  الذي يسمح لشخصين مثليين بانشاء «اتحاد دائم من الطبيعة الحميمة والحصرية للغرض الملتزم من إدارة الحياة معا لتحقيق المساواة في حماية حرية الزواج». ويشمل مواضيع مثل حقوق الميراث، والحقوق الطبية، وتبني الأطفال البيولوجيين للشريك. وينص مشروع القانون أيضا على عقوبات على الزنا وتعدد الزوجات، مماثلة لزواج المغايرين. بسبب الاستفتاء، لا يقوم القانون بتعديل القانون المدني، بل ينشئ قانونًا منفصلاً. تمت الموافقة على مشروع القانون من قبل الحكومة (اليوان التنفيذي) في 21 فبراير 2019 والتي أرسلته إلى البرلمان (اليوان التشريعي) لتمريره، قبل أن يدخل حيز التنفيذ في 24 مايو. وقد لقي مشروع القانون استحسانًا من قبل مجموعات المثليين، ولكن تم استنكاره من قبل المنظمات المحافظة. قدم «فريدي ليم» عضو البرلمان عن «حزب السلطة الجديد» مشروع قانونه الخاص لتشريع زواج المثليين في 21 فبراير.
وقد ذكرت وزارة العدل أن مشروع القانون سيخضع لتعديلات أخرى، بما في ذلك مسائل مثل الزواج عبر الوطني (والذي لم يتم النظر فيه بعد) وتقنيات المساعدة في الإنجاب. وسيكون الفرق الآخر بين زواج المثليين وزواح المغايرين هو الحد الأدنى المطلوب للعمر. في الوقت الحالي، يمكن للمرأة الزواج في سن 16 ويمكن للرجال الزواج في سن 18. وبموجب مشروع القانون المقترح، يمكن أن يتزوج الزوجان المثليان من سن 18، ولكن يتطلب ذلك موافقة الوالدين إذا كانا تحت 20 سنة.
في 5 مارس، انتقل مشروع القانون إلى القراءة الثانية، بعد التصويت عليه في القراءة الأولى في تصويت 59 صوتا لصالحه مقابل 24 صوتا ضده (59-24).
في 14 مارس، صوتت الهيئة التشريعية في تايوان على إرسال مشروع قانون من شأنه أن يقيد استخدام عبارة «الزواج» و «الزوج» للأزواج المغايرين في قراءة ثانية، حيث سيتم مراجعة مشروع القانون مع مشروع قانون زواج المثليين. مشروع القانون بعنوان «قانون إنفاذ الاستفتاء رقم 12» والذي اقترحه المشرع عن حزب الكومينتانغ «لاي شيه باو». تمت صياغة مشروع القانون في الأصل من قِبل نشطاء المعادين للمثليين، ويوفر حقوقًا محدودة للغاية. كان مشروع القانون سيسمح لشخصين مثليين بالغين بالتسجيل كعائلة واحدة. كما أنه يحد من مقدار ما يمكن أن يرثه أحد الشركاء عن الآخر. حاول «حزب السلطة الجديد» منع مشروع القانون من خلال اقتراح إعادة إرساله إلى لجنة الإجراءات لكنه فشل في الحصول على ما يكفي من الأصوات. احتجت أسر المثليين ومجموعات حقوق المثليين في تايوان خارج البرلمان التشريعي وحثت المشرعين في حزب المعارضة على سحب ما وصفوه بمشروع قانون «المعادي للمثليين».

##### موافقة المجلس التشريعي
في 17 مايو 2019، وافق اليوان التشريعي الذي يشكل فيه الحزب الديمقراطي التقدمي أغلبية، على زواج المثليين في تايوان. جعل هذا تايوان أول دولة في آسيا تقنّن زواج المثليين. عارضت كتلة حزب الكومينتانغ مشروع القانون لكنه سمح بإجراء تصويت مجاني، وانشق سبعة من نواب الكومينتانغ عن تكتلهم للتصويت لصالحه.
تسمح المواد 1-4 من مشروع القانون، المقدم من اليوان التنفيذي والتي وافق عليها اليوان التشريعي، للأزواج المثليين بتشكيل «اتحاد حصري دائم» والتقدم للحصول على «تسجيل الزواج» مع الوكالات الحكومية، ويشير إلى حكم اليوان القضائي في تعريفها للزواج. كما تنص مواد أخرى في مشروع القانون على أن الأزواج المثليين لا يستطيعون إلا تبني الأطفال البيولوجيين لبعضهم البعض. تمت الموافقة على جميع المواد 27 من مشروع القانون، ومعظمهم من قبل «الحزب الديمقراطي التقدمي» و «حزب السلطة الجديد».وفقًا للقانون الحالي الذي يحكم اختيار «القانون في المسائل المدنية التي تنطوي على الأمور الأجنبية» (بالصينية: 涉外 民事 法律 適用 法)، لا يمكن للمواطنين التايوانيين إلا أن يتزوجوا من أزواج مثليين من مواطنين في بلدان يكون فيها زواج المثليين قانونيًا.
تم التوقيع على مشروع القانون من قبل الرئيسة تساي إنغ-ون في 22 مايو، ودخل حيز التنفيذ في 24 مايو 2019.
تم تقديم مشروعي قانونين آخرين من قبل المشرعين المحافظين (من كل من حزب الكومينتانغ والحزب الديمقراطي التقدمي)، الذين سعوا إلى الإشارة إلى الشراكات باسم «العلاقات الأسرية المثلية» أو «الاتحادات المثلية» بدلاً من زواج المثليين. لم يتم طرح هذه القوانين للتصويت.
حضر أكثر من 40 ألف شخص مسيرة نظمتها منظمات المثليين أمام مبنى اليوان التشريعي لدعم زواج المثليين خلال القراءة الثالثة والنهائية.

### إحصاءات الزواج
تزوج 526 من الأزواج المثليين في 24 مايو 2019، في اليوم الأول الذي سمح لهم قانونيا بذلك. 185 منهم من الأزواج المثليين من الرجال و 341 من الزوجات المثليات من الإناث. سجلت مدينة تايبيه الجديدة معظم حالات الزواج، مع 117، تليها تايبيه مع 95 وكاوهسيونغ مع 72.
حتى 23 يونيو 2019، تزوج 1,173 من الأزواج المثليين. 383 منهم من الأزواج المثليين من الرجال و 790 من الزوجات المثليات من الإناث. كما حدثت حالتا طلاق مثلي. سجلت مدينة تايبيه الجديدة 242 حالة زواج المثليين، تليها تايبيه (198)، كاوهسيونغ (159)، تاي تشانغ (141)، تاويوان (123)، تاينان (89)، مقاطعة هسينشو (28)، مقاطعة هوالين (27)، مقاطعة بينغتونغ (27)، سين شو (25)، مقاطعة ييلان (20)، مقاطعة تشانغوا (19)، مقاطعة مياولي (19)، كيلونغ (15)، مقاطعة نانتو (13)، مقاطعة يونلين (12)، مقاطعة شياي (9)، مقاطعة تايتونغ (6)، شيا يي (3)، مقاطعة فيننو (3)، مقاطعة كينمن (2)، ولم يتم عقد أي حالة زواج المثليين بعد في مقاطعة لينشيانغ.

## الرأي العام
أظهر استطلاع رأي أجري على 6,439 من البالغين التايوانيين أصدره الاتحاد الوطني لجمعية نساء تايوان/تحالف الإصلاح الدستوري، في أبريل 2006، أن 75% يعتقدون أن العلاقات المثلية مقبولة، في حين اعتقد 25% أنها غير مقبولة.
أظهر استطلاع للرأي صدر في أغسطس 2013 أن 53% من التايوانيين يؤيدون زواج المثليين، بينما عارضه 37% منهم. من بين الأشخاص الذين تتراوح أعمارهم بين 20 و 29، كان الدعم عند 78%. كان المصدر الرئيسي للمعارضة هو المجتمع المسيحي التايواني - 25% فقط من المسيحيين يؤيدون زواج المثليين. ومع ذلك، فقد أعرب بعض الرعاة المسيحيين التايوانيين عن دعمهم لمجتمع المثليين. أظهر استطلاع للرأي أجري في نوفمبر عام 2013 لـ 1,377 بالغًا بتكليف من قناة تلفزيونية تايوانية محلية أن 45% يعارضون الاتحادات المثلية، بينما يؤيدز40% ذلك.
أظهر استطلاع للرأي نشر في ديسمبر 2014 أن 54% من التايوانيين يدعمون تقنين زواج المثليين، في حين أن 44.6% لا يؤيدون ذلك.
عندما طرح ائتلاف ديني ومحافظ يعارض زواج المثليين عريضة لدعم الرأي العام لموقفهم، شكك أحد المحررين من صحيفة «تشاينا بوست» الناطقة باللغة الإنجليزية في منطق حجج المعارضين وأيد تشريع زواج المثليين ك«خطوة كبيرة إلى الأمام في الكفاح من أجل المساواة الشاملة على غرار إنهاء الفصل العنصري». وشككت صحيفة «تايبيه تايمز» أيضا في المنطق والحجج المعارضة لزواج المثليين.
أظهر استطلاع للرأي عبر الإنترنت أجرته وزارة العدل بين أغسطس وأكتوبر 2015، أن 71% من سكان تايوان يؤيدون زواج المثليين.
أظهر استطلاع للرأي أجراه الكومنتانغ في نوفمبر 2016 أن 52% من التايوانيين يؤيدون زواج المثليين، بينما عارض 43% منهم.
تم إجراء استطلاع آخر في نفس الشهر وجد نفس الأرقام: 55% يدعمون زواج المثليين، و 45% يعارضونه. كان الدعم أعلى بين الشباب في الفئة العمرية 20-29 سنة (80%)، لكنه انخفض بشكل ملحوظ مع التقدم في السن. .